# Stora Frö och Haga Park
Stora Frö och Haga Park – miejscowość (tätort) w Szwecji, w regionie administracyjnym (län) Kalmar, w gminie Mörbylånga.
Według danych Szwedzkiego Urzędu Statystycznego liczba ludności wyniosła: 220 (31 grudnia 2018) i 227 (31 grudnia 2019).